# 멍자후이
멍자후이(중국어: 蒙嘉慧, 병음: Méng Jiāhuì, 한자음: 몽가혜, 광둥어: Mung4 Gaa1 wai6 뭉가와이, 영어: Yoyo Mung 요요 멍[*], 1973년 8월 3일~)는 홍콩의 배우이다. 